# 彭時內閣
彭時內閣成立於成化四年四月二十八日（1468年5月19日），結束於成化十一年三月二十二日（1475年4月27日）。是明憲宗統治下的第五個內閣，由時任太子太保兼文淵閣大學士彭時組閣。
成化七年（1471年），彭時、商輅借彗星天变而请身居宫中的憲宗入朝，而未谈多少时萬安即大呼万岁，憲宗从此再不见大臣，一时内阁被笑称“万岁阁老”。
成化十一年，彭時著成《英宗實錄》，累官至太子少保，同年三月二十二日，彭時在任內逝世；同日由次輔商輅繼任內閣首輔。

## 內閣成員
| 職位   | 姓名   | 備注                                       |
| ------ | ------ | ------------------------------------------ |
| 首輔   | 彭時   | 第二次陳文內閣續任                         |
| 次輔   | 商輅   | 第二次陳文內閣續任                         |
| 大學士 | 劉定之 | 第二次陳文內閣續任，成化五年（1469年）逝世 |
| 大學士 | 萬安   | 成化五年（1469年）入閣                     |